# Bernd Tödte
Bernd Tödte (* 14. September 1944 in Birnbaum in Posen) ist ein deutscher Ingenieur und ehemaliger Vizepräsident des Bundespatentgerichts.

## Werdegang
Bernd Tödte studierte Maschinenbau an der Universität Karlsruhe und wurde im Corps Friso-Cheruskia Karlsruhe aktiv, das ihn 1967 recipierte. Hiernach war er zunächst zwei Jahre für den Technischen Überwachungsverein (TÜV) in Norddeutschland tätig. Hieran schloss sich 1977 bis 1981 für vier Jahre die Wahrnehmung eines Lehrauftrages für Maschinenbau an der Universidad Tecnológica in Pereira (Kolumbien) an. Hiernach war er ab dem 16. März 1981 beim Deutschen Patent- und Markenamt für zwölf Jahre als Prüfer und Gruppenleiter in einer Patentabteilung tätig. Am 10. Dezember 1993 wurde er erstmals an das Bundespatentgericht als Richter berufen. Tödte gehörte in dieser Zeit dem 34. Technischen Beschwerdesenat als Beisitzer an. 1996 kehrte er in die Verwaltung zurück und wurde hiernach Abteilungsleiter, Abteilungspräsident und dann Direktor beim Patent- und Markenamt. Danach wurde er erneut an das Bundespatentgericht berufen, diesmal als Vizepräsident des Gerichtes. Dieses Amt füllte er fünf Jahre vom 5. Mai 2004 bis zum 30. September 2009 aus. Dann trat Tödte in den Ruhestand.